# Federación Araucana
La Federación Araucana fue una importante organización mapuche existente entre 1922 y 1946. Se caracterizó por defender una línea tradicionalista, que se oponía a otras organizaciones más proclives a la integración con la sociedad chilena. Su principal líder fue Manuel Aburto Panguilef.

## Antecedentes
En 1916 Manuel Aburto Panguilef, José Luis Aburto, Abelardo Millaneo e Hilario Catrilaf fundan la Sociedad Mapuche de Protección Mutua, orientada a la visibilización de la precaria situación socioeconómica en que esta población se encontraba luego de la Ocupación de la Araucanía. A este objetivo central se sumaban demandas específicas, tales como la oposición a las usurpaciones de tierra y las exenciones de impuestos a la propiedad mapuche. Desde 1917 estas actividades se comenzaron a desarrollar de la mano de las actuaciones del Conjunto Artístico Mapuche Llufquehuenu, también llamado Compañía Dramática Araucana, un espacio político-teatral también organizado por Aburto Panguilef, y que se dedicaba a presentar obras basadas en componentes culturales mapuches tanto dentro como fuera de la región histórica de la Araucanía.
Al poco tiempo la Sociedad tomó un carácter más político, y en 1919 se dan a conocer nuevos lineamientos, que incluyen la necesidad de acercar a todas las agrupaciones mapuches del país, así como de recuperar el orgullo nacional perdido, ideal inmortalizado por Aburto Panguilef con la expresión "jamás se apocaran ellos (los mapuches) mismos porque eran descendientes de una raza noble y brillante". Durante este periodo, además, se crea una agrupación mapuche en torno al Partido Demócrata.
En 1921 la Sociedad realiza el Primer Congreso Araucano en Collimallín, donde junto con una propuesta de acercamiento a la Sociedad Caupolicán, principal organización mapuche de la época, se encarga estudiar la conformación de una Federación Araucana que aglutine a todas las fuerzas mapuches de la época, con el fin de "reivindicar todas las virtudes de la raza y ubicarla en el verdadero lugar de dignidad y prestigio". Estos congresos araucanos se convierten en un espacio anual de encuentro de la sociedad mapuche, realizándose hasta mediados de la década de 1940 entre los días 24 de diciembre y 1 de enero de cada año.

## Historia

### Fundación y primeros años
A partir de la Sociedad y otras organizaciones cercanas, en 1922 se crea la Federación Araucana. A diferencia de la Sociedad Caupolicán, la Federación defendió una línea tradicionalista de revalorización de la cultura ancestral previa a a la Ocupación de la Araucanía. Junto a ello, mantuvieron sus vínculos con el Partido Demócrata, mediante el cual apoyaron en 1924 la candidatura de Francisco Melivilu, quien se convertiría en el primer mapuche en ser electo diputado en Chile. Durante este periodo, el principal problema planteado por Aburto Panguilef era la situación de las reducciones, dado que a su juicio se debían revaluar las ya conformadas, y que la tierra aún fiscal debía ser utilizada para crear nuevos espacios indígenas y no ser entregada a colonos, de forma de reparar en parte el daño de la Ocupación. No obstante, durante este periodo, la Federación aún mantiene abierta la opción de la subdivisión de la propiedad indígena, de manera similar a lo planteado por la Sociedad Caupolicán.
Durante su existencia la Federación desarrolló frecuentes mítines en la zona de la Araucanía, donde Aburto exaltaba el orgullo de su pueblo y sus tradiciones más antiguas. Estos encuentros en ocasiones se desarrollaban en lugares de importancia simbólica de la zona, como antiguas ruinas o campos de viejas batallas. En estos espacios, además, se desarrollaban actividades de índole místico-religioso, donde se realizaban rogativas que unían el simbolismo mapuche y la doctrina cristiana, y donde además se inquiría a los participantes sobre sus sueños, bajo la idea de que a través de ellos los loncos fallecidos se comunicaban con el mundo de los vivos.

De acuerdo a un relato de Carlos Chihuailaf, recopilado por José Bengoa:
Manuel Panguilef levantó una  sociedad, que se llamó Federación Araucana. Ese no queria nada con la civilización. La costumbre antigua, el indigena tal como estaba, con sus mujeres, que no debia entrar a la escuela y que no debia aceptar nada, en fin, incluso el castellano no debia de aprender, debia mantener sus costumbres, tener su ruca. Esa corriente era contraria a  todas las otras sociedades.

### Vinculación con otras organizaciones
La Federación se constituyó como una instancia ejecutiva y permanente de los Congresos Araucanos realizados de forma anual. Sin embargo, en la medida que la organización perdió fuerza en la década del 30', ambas instancias fueron consideradas parte de una misma orgánica semi-fusionada.
En 1926 se conforma el Comité Ejecutivo de la Araucanía, que une los esfuerzos de la Sociedad Caupolicán y la Federación Araucana. Esta articulación se desarrolla en el marco de la oposición a la ley de subdivisión de comunidades defendida por Manuel Manquilef, quien si bien era el líder histórico de la Sociedad, plantea una política de subdivisión de tierras que iba más allá de  las expectativas de esa organización, al incluir la posibilidad de su libre transacción en el mercado. A través de este proceso, la Federación se acerca a líderes del Partido Comunista, permitiendo que la lectura de la realidad indígena de la Federación permee en la izquierda política de la época, que la vincula a sus propias demandas de reforma agraria.
En noviembre de 1927, en el marco de la dictadura de Carlos Ibáñez del Campo, Manuel Aburto Panguilef es tomado preso y relegado a Santiago. A partir de este momento, y hasta inicios de 1930, el liderazgo de la Federación recae en Juan Andrés Cheuque, quien mantiene la línea marcada por su predecesor.
En 1931 la Federación adhiere a la candidatura presidencial de Arturo Alessandri, que había recibido el apoyo del Partido Demócrata. Sin embargo, al poco tiempo reorienta su política de alianzas, acercándose a la Federación Obrera de Chile y al Partido Comunista. En este marco, el 25 de diciembre de 1931 se realiza el XI Congreso Araucano, donde declaran el objetivo de establecer una República Indígena, la que sólo se podría lograr en el marco de una revolución socialista en Chile.Esta declaración influye posteriormente en el apoyo que da la organización a la República Socialista de 1932.

### Crisis y desaparición
Luego de la caída de la República Socialista, la Federación vuelve a adherir al liderazgo de Arturo Alessandri para las elecciones de 1932, mientras que en las elecciones parlamentarias de ese año promueve las candidaturas a diputado de Manuel Aburto Panguilef, Hipólito Méndez y Arturo Huenchullán, siendo electo sólo este último por el Partido Democrático. Durante este periodo la Federación mantiene una relación ambivalente con el gobierno de Alessandri, a la vez que se distancia temporalmente de la izquierda chilena. Sin embargo, esta orientación vuelve a cambiar a partir de 1935, cuando los lazos con el Partido Comunista se estrechan nuevamente, llegando a plantearse el desarrollo conjunto de actividades con la organización soviética Socorro Rojo Internacional. Sin embargo, durante este periodo la Federación entra en un proceso de decadencia dentro del espacio mapuche, y a partir de 1936 sus Congresos Araucanos son frecuentados por un grupo menor de seguidores, lo que se atribuye a la popularidad que por la misma época obtenía la Sociedad Caupolicán, de la mano de Venancio Coñuepán. En este contexto, Aburto Panguilef se presenta nuevamente como candidato para las elecciones parlamentarias de 1937 con el patrocinio del Partido Democrático, recibiendo sólo 46 votos.
En 1937 da su apoyo al izquierdista Frente Único Araucano, y en 1938 se suma a la Corporación Araucana, en el marco de la unificación de la gran mayoría de las organizaciones mapuches durante ese año. A partir de ese momento la Federación continúa existiendo, pero su liderazgo resulta eclipsado por la Corporación, limitándose a actividades de resistencia cultural a través del Conjunto Artístico Mapuche Llufquehuenu, así como del equipo de futbol Nuevo Arauco.
Su último registro corresponde a la organización de un Parlamento General de la Araucanía en 1946, aunque los textos de Manuel Aburto Panguilef siguen mencionando la existencia de la organización hasta su muerte en 1952.